# Lagtingsvalget 1906
Lagtingsvalget på Færøerne 1906 blev afholdt 18. juli 1906 og var på flere måder historisk: Valget var det første med hemmelig afstemning, og valgretten var udvidet til alle myndige mænd uanset indtægt. Desuden var det første gang politske partier deltog i lagtingsvalg på Færøerne. To nydannede fraktioner opstillede til valget - Sambandsflokkurin og Sjálvstýrisflokkurin. De to partier var først og fremmest uenige om tilknytningen til Danmark og det danske sprogs stilling på øerne, noget som var den vigtigste skillelinje i datidens færøske politik. 
Sambandsflokkurin vandt valget og fik tolv ud af Lagtingets dengang tyve pladser.

## Resultater
| Parti                | Stemmer | Mandater i Lagtinget |
| -------------------- | ------- | -------------------- |
| Sambandsflokkurin    | 62,4 %  | 12                   |
| Sjálvstýrisflokkurin | 37,6 %  | 8                    |